# 안탈리아 박물관

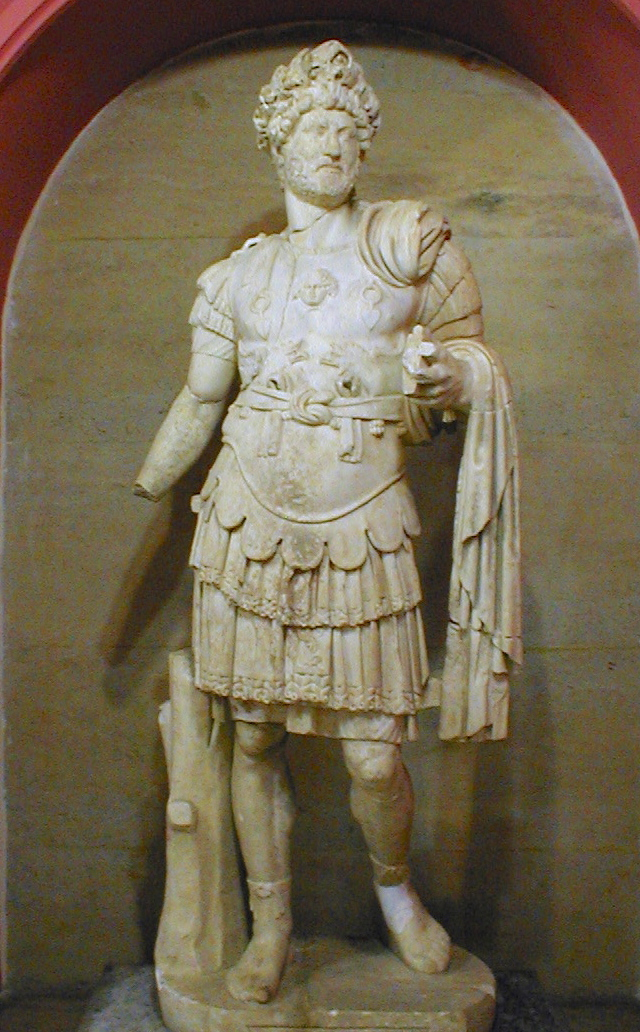
로마 황제 하드리아누스의 조각상

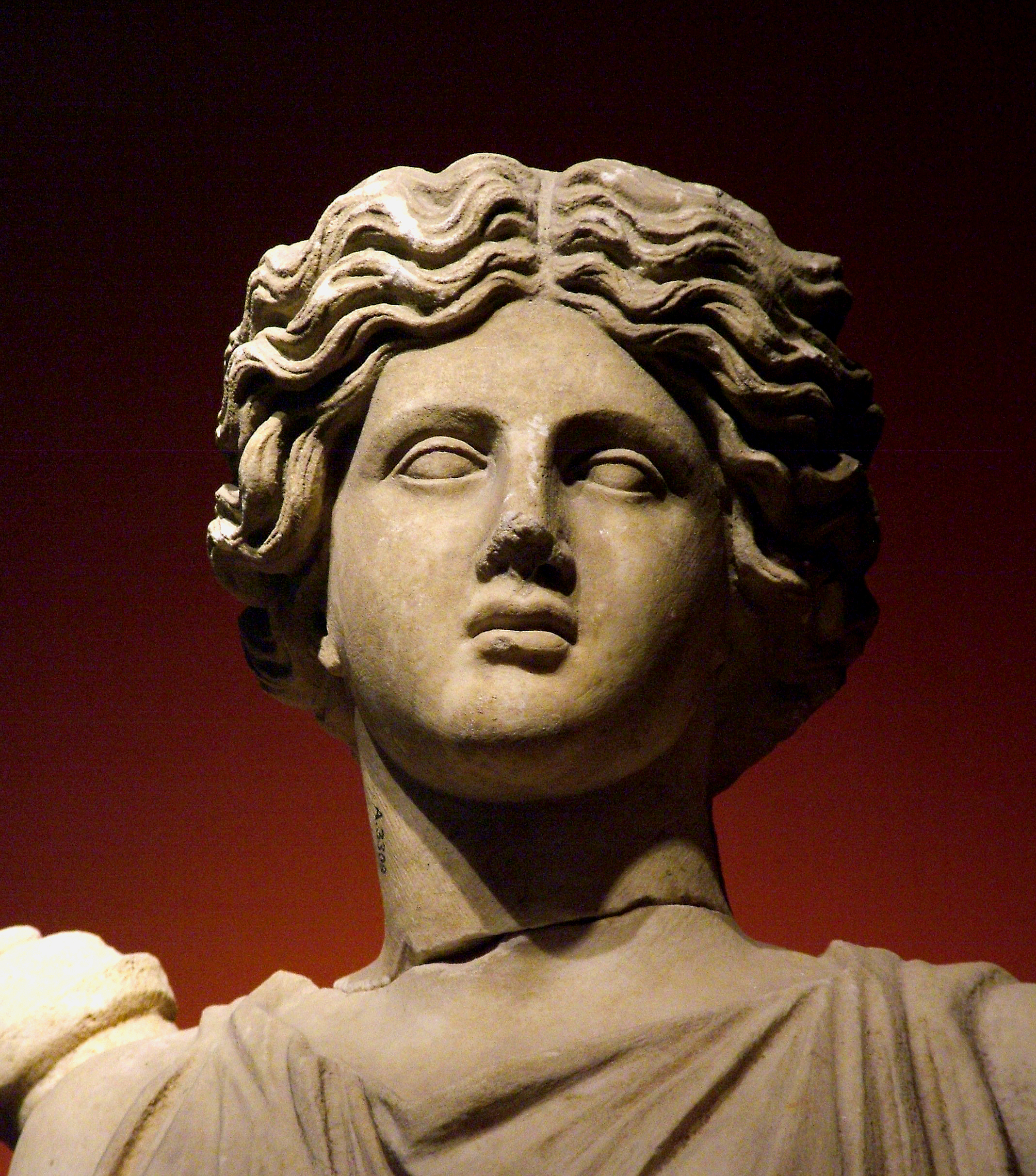
그리스 여성 조각상

안탈리아 박물관 혹은 안탈리아 고고학 박물관(튀르키예어: Antalya Müzesi)은 안탈리아주의 콘야알트에 위치한 튀르키예에서 가장 큰 박물관 중 한 곳이다. 박물관은 전시관 13개와 야외 전시실 1곳으로 이뤄졌다. 넓이는 7,000 m2 (75,000 ft2)에 이르고 5000여 개의 전시품들이 전시되어 있다. 이 밖에도 전시되지 않은 25,000–30,000개의 유물들이 보관되어 있다. 지중해와 아나톨리아의 팜필리아 지역들에 관한 역사에 다루고 있는 전시품들을 전시 중인 박물관으로서, 안탈리아 박물관은 튀르키예의 박물관들 중에 가장 중요한 곳들에 속한다. 안탈리아 박물관은 1988년에 ‘유럽의회 특별상’을 수상한 바도 있다.

## 박물관의 역사

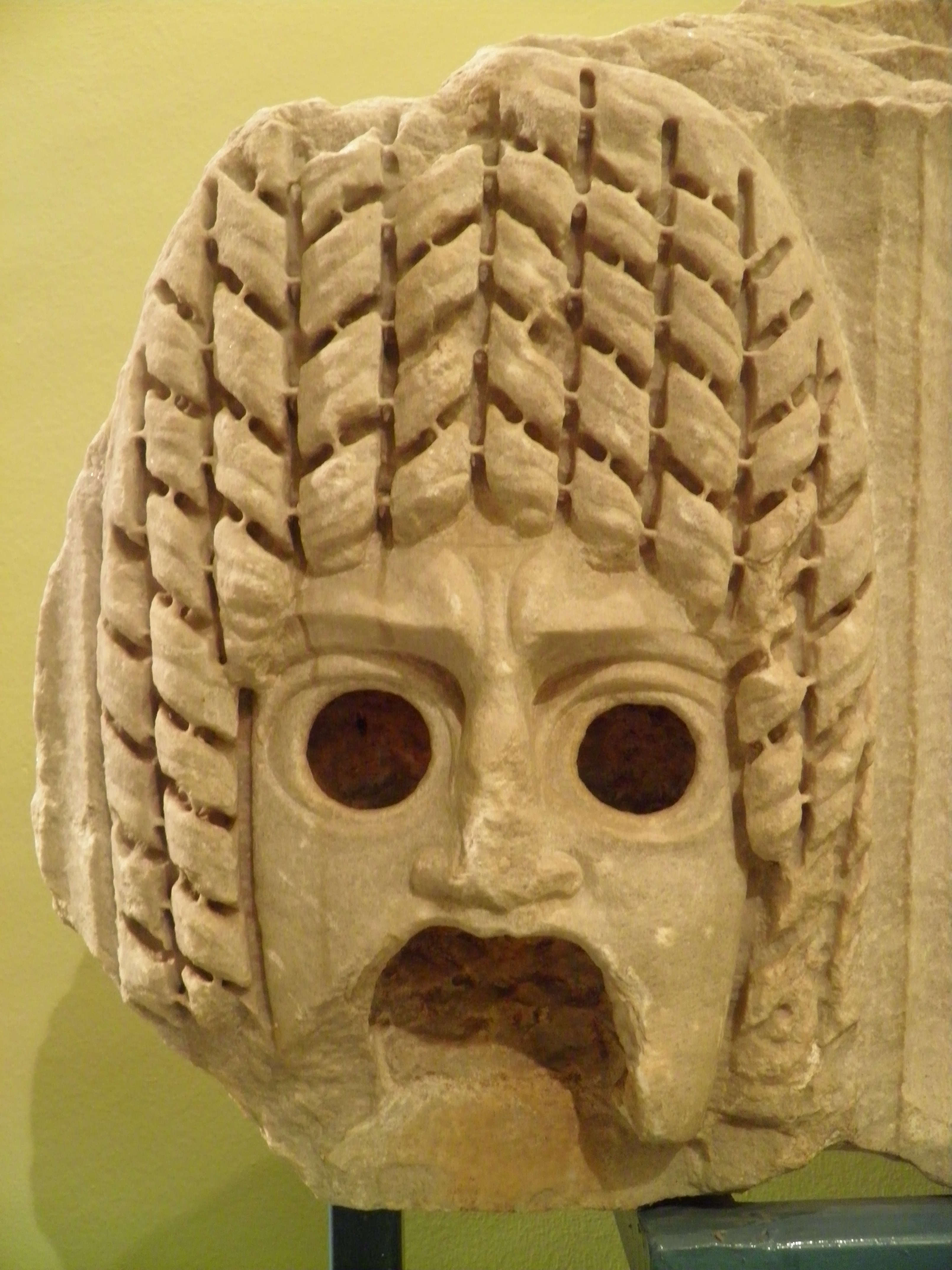
그리스의 분장 가면

제1차 세계대전이 종전된 뒤, 안탈리아가 이탈리아의 군사 점령에 놓이던 기간에, 이탈리아 고고학자들은 도시 중심부와 이탈리아 대사관 근처에서 발견된 유물들을 옮기기 시작하였는데, 이들은 문명의 이름으로 이런 행위의 당위성을 주장했다. 이 행위를 막게 위해, 오스만 술탄의 참모이자 1919년에 안탈리아의 총독을 맡았던 슐레이만 피크리 베이는 자기자신을 고대 유물의 자원 봉사 큐레이터로 임명하였고, 중심부에 남아있던 유물들을 수집하려는 목적으로 안탈리아 박물관을 최초로 설립했다.
박물관은 최초에는 1922년에 알라에딘 모스크에서 운영을 하였고, 그 뒤에는 1937년부터는 이블리미나레 모스크를 썼다가, 1972년에 현재의 건물로 이전하였다. 1982년에 방대한 규모의 개축과 보수 작업으로 폐쇄되었다. 고대 유물 및 박물관 총국(General Directorate of Ancient Objects and Museums)이 진행한 보수 및 전시품 배치를 거친 뒤, 1985년 4월에 현대적 박물관 개념에 따라 수정 작업을 거쳐 대중들에게 다시 개장되었다.

## 전시관

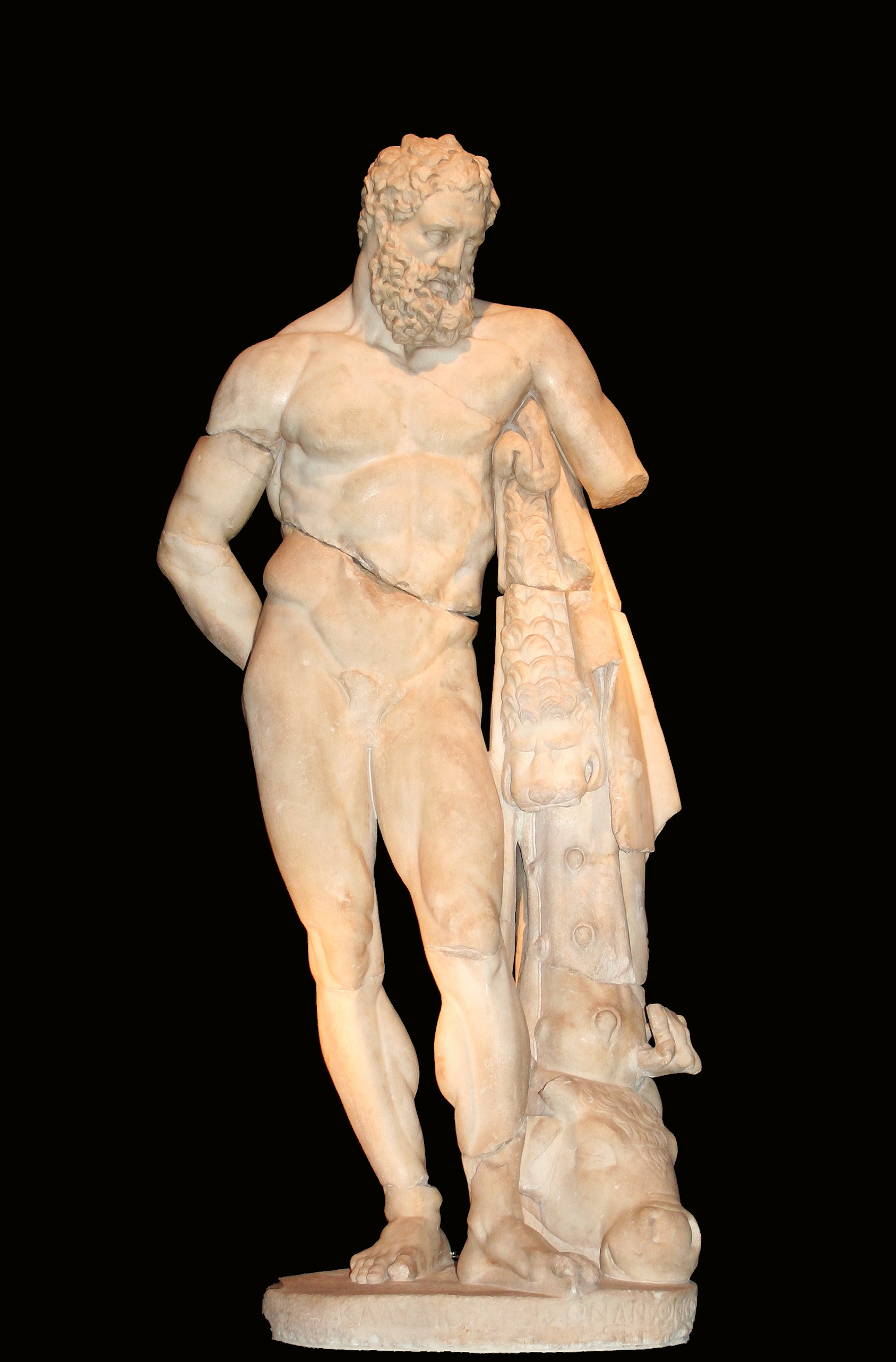
헤르쿨레스 조각상

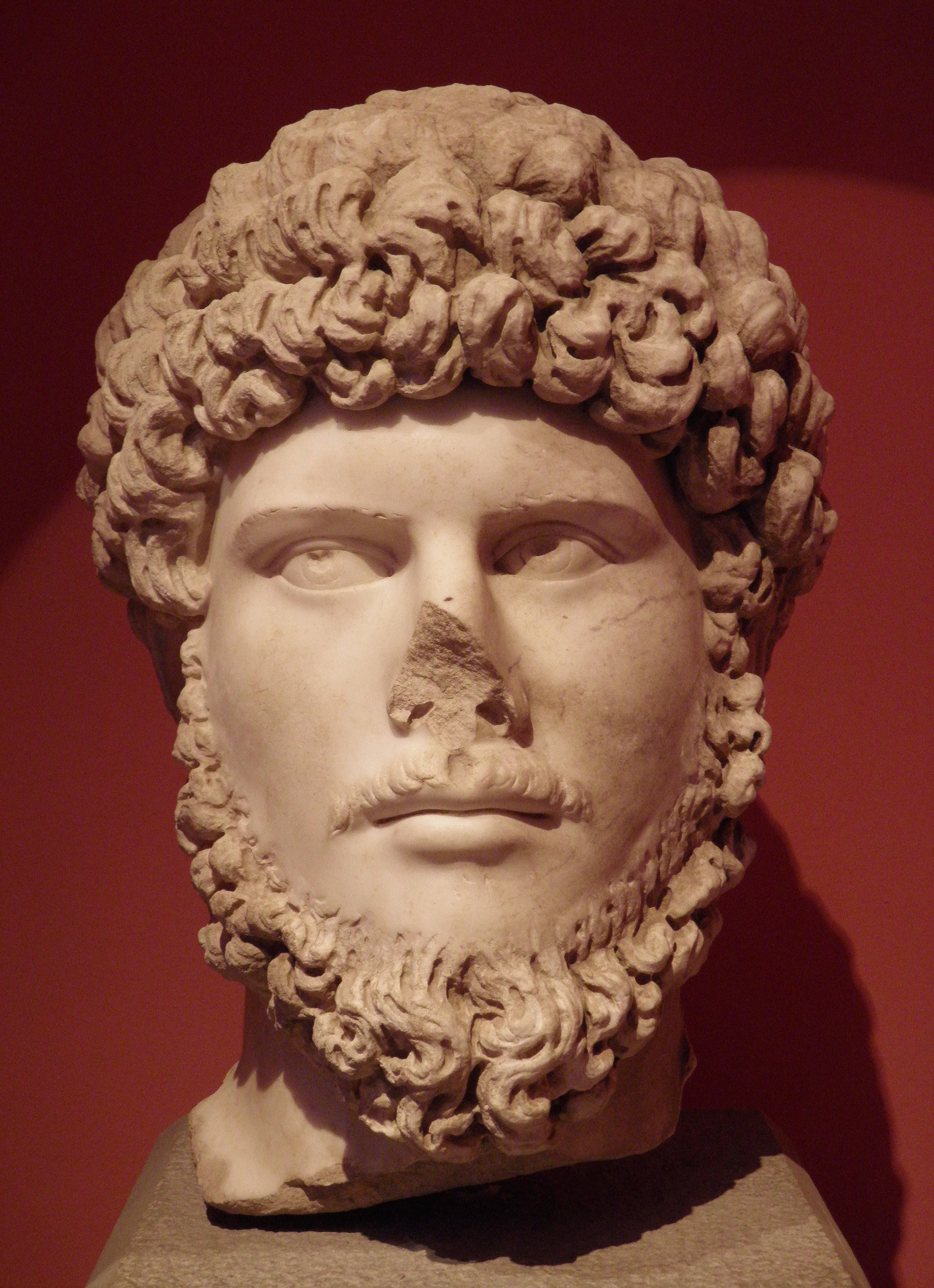
페르게에서 출토된 루키우스 베루스 조각상

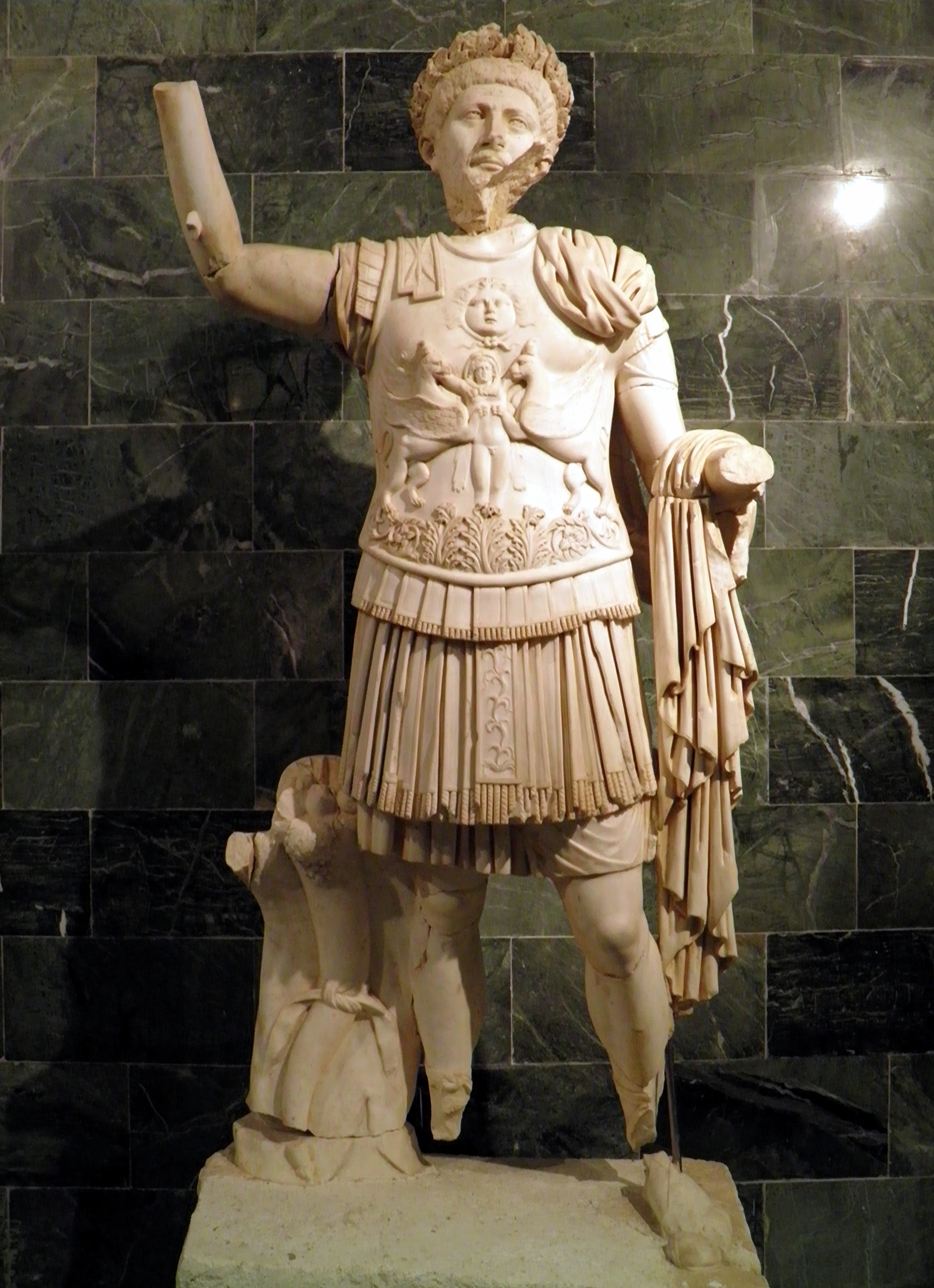
트라야누스 대리석상

안탈리아 박물관은 13개 전시관, 야외 전시 공간 하나, 연구소들, 보관실 한 곳, 보수 공간들, 사진실, 회의 공간, 행정 업무 공간, 카페테리아 한 곳, 박물관 직원들을 위한 생활 구역들로 이뤄졌다. 전시실은 다음과 같다:

### 자연사실
인간에서부터 단세포에 이른, 관련된 차트, 사진, 화석, 뼈 등의 생물체 관한 것들을 전시하고 있다.

### 선사실
카라인(Karain), 오쿠지니(Okuzini), 세하호유크 (Sehahoyuk) 등에서 발견된 것들을 전시한다. 카라인은 동굴로, 지속적인 여러 문명의 현장이었다. 소장품의 범위는 구석기시대부터 로마시대까지이다. 동물의 화석 및 부엌 용품들에 해당한다.

### 원사실
할질라르(Hacilar)에서 발견된 신석기, 동기, 초기 청동기의 전시품들이 전시된다. 세마호유크(Semahoyuk)와 그 주변 지역들의 발굴에서 소장품 대부분이 발견되었다.

### 고전시대실
이곳에는 도기로 된 작은 조각상, 포도주병, 접시 등을 포함한 미케네 시대부터 헬레니즘 시대까지 소장품들이 이 존재한다. 헬레니즘의 전시물 중 하나는 아폴로의 중요한 조각상이다. 그 밖에 로마 시대의 조각상들이 있으며, 박물관 내에서 가장 큰 부분을 이루고 있다. 소장품 목록에는 레키토스, 알라바스트론, 오이노코에 (Oinokhoe), 코톤 (Kothon), 아리발로스, 라기노스 (Lagynos) 등이 있다.

### 조각상실
여기 전시실에는 로마 시기인 서기 2-3세기 때의 신화속 인물들의 조각상들이 전시되어 있다. 이 조각상들은 페르게에서 출토된 것들이다. 조각상 목록에는 다음의 신화적 인물들이 있다: 미네르바, 제우스, 아르테미스, 하포크라테스, 아프로디테, 아스클레피오스, 티케, 멜레아그로스, 헤카테, 헤르메스, 마르시아스.

### 황제 조각상실
이곳에서는 로마 황제, 황후 및 로마 시대의 유력 인사들을 표현한 조각상들이 전시되어 있다. 이 조각상들은 페르게 발굴에서 나온 것들이다. 이 전시괜의 중앙 부분에는 도시 페르게의 황금기에 도시 발전에 상당한 기여를 한 위대한 행정가인 플랑키아 마그나의 거대한 조각상이 있다. 하드리아누스 황제, 셉티미우스 세베루스 황제와 그의 아내, 로마의 공동 황제인 루키우스 베루스, 트라야누스 황제, 카라칼라 황제, 알렉산드로스 대왕의 조각상 들도 존재한다.

### 사르코파구스실
팜필리아와 시데마라에서 나온 로마 시대의 사르코파구스들은 여기서 전시된다. 이 중에 가장 뛰어난 것은 도미티아스 사르코파구스와 헤르쿨레스의 12 시련을 나타내는 사르코파구스이다. 사르코파구스 목록에는 헤르쿨레스 사르코파구스, 도미티아스 율리아누스와 도미티아 필리스카의 사르코파구스, 아우렐리아 보티아네와 데메트리라의 사르코파구스, 아티카 타입으로 만든 디오니시오스의 사르코파구스 등이 있다.

### 모자이크실
이곳에서는 크산토스의 발굴에서 발견된 비잔틴 시대 모자이크와 안탈리아 인근 지역에서 발견된 이콘 등이 전시 중이다.

### 교회 유물실

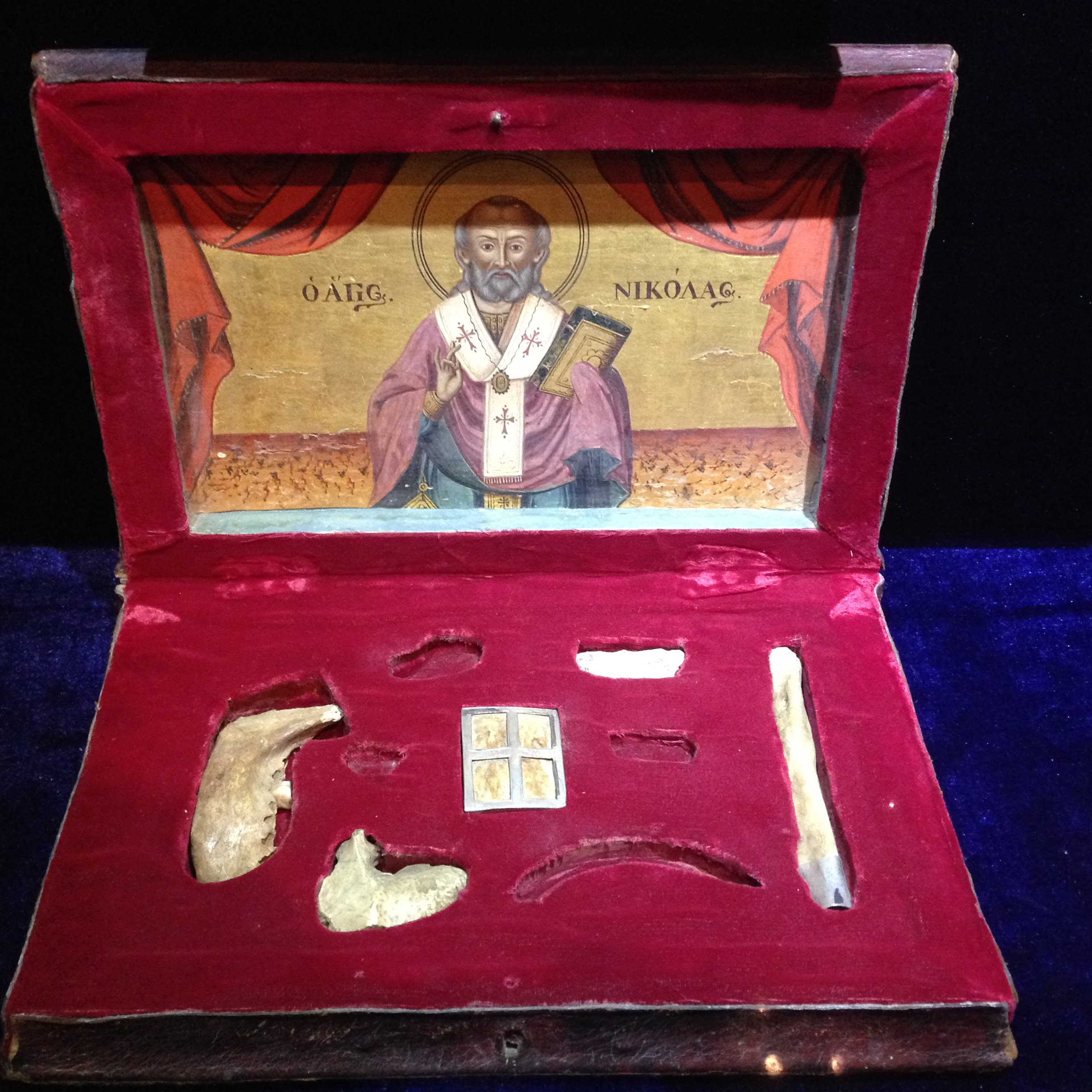
안탈리아의 성 니콜라우스의 유해 성물

예수 그리스도의 생애를 묘사한 목제 교회용 전등도 이후에 전시되었다. 그 외에, 성 니콜라우스를 묘사한 유물과 그의 유해가 상자에 보관되어 전시되고 있다.

### 소규모 유물실
로마와 비잔틴 시대의 램프 및 유리 유물들, Kumluca에서 트레저 헌터들이 발견한 금이 상감된 은제 쟁반, 향 꽂이와 램프 (6세기) 등이 전시되어 있다. 전시실의 전면에는 리미라에서 발견된 무덤에서 나온 인방들이 있다.

### 주화실
헬레니즘부터 오스만 시대까지의 금화, 은화, 동화 등이 전시되어 있다.

### 튀르크 - 이슬람 시대 유물

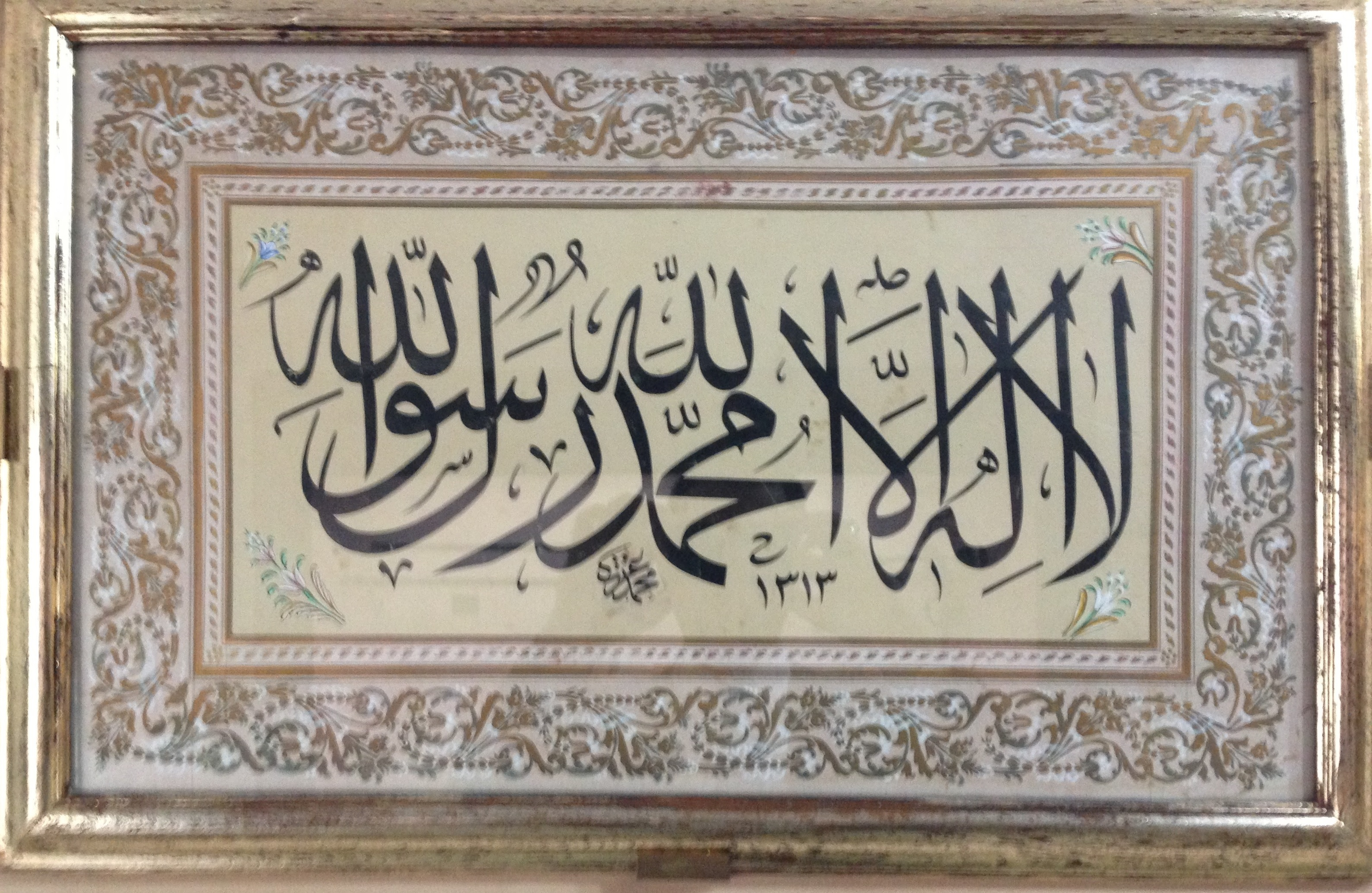
Kazasker Zade Mehmet Izzet Efendi가 히즈리 1313년 (서기 1895년)에 술루스체로 쓴 샤하다

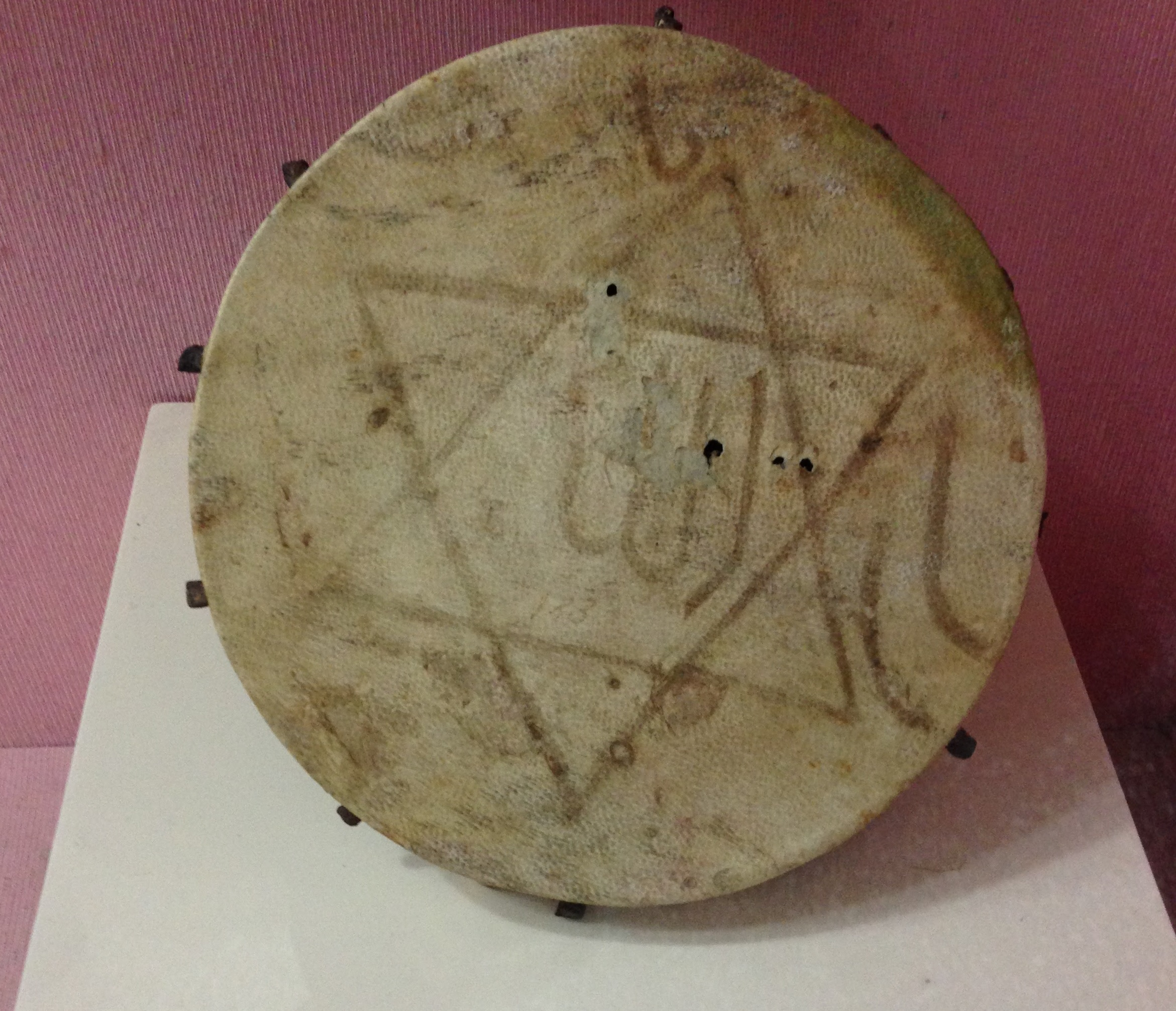
오스만 시대 동안 안탈리아의 영성 음악에 사용된 다프

이 전시실에는 셀주크와 오스만 때의 타일, 오스만 시대의 아나톨리아 카펫, 비문, 서적, 촛대, 램프, 데르비시의 소지품 등이 있다.

### 민족지학실
아나톨리아 지방의 의류, 자수품, 무기, 금속 유물 등이 전시되어 있다. 전시실의 구석 한 쪽에 전형적인 아나톨리아 주택이 마련되어 있다.

## 같이 보기
- 안탈리아
- 이스탄불 고고학 박물관
- 아나톨리아 문명 박물관